# Caminho neocatecumenal
O Caminho Neocatecumenal (ou Neocatecumenato) é um itinerário de formação cristã, iniciado na Espanha em 1964, por iniciativa do pintor Francisco José Gómez Arguello (Kiko Argüello) e de Carmen Hernández, como resposta às novas diretrizes trazidas pelo Concílio Vaticano II, cujo objetivo consiste em abrir um caminho espiritual concreto de iniciação, renovação e valorização do sacramento batismal, que permita ao "catecúmeno" descobrir o significado concreto de ser cristão. Mais tarde se uniria a eles o sacerdote Mario Pezzi. A Igreja Católica reconhece o Caminho neocatecumenal como "um itinerário de formação católica válido para a sociedade e os dias de hoje" – nas palavras do Papa João Paulo II – que busca a redescoberta do batismo. Se encontra atualmente difundido em mais de 100 países, incluindo alguns que não são tradicionalmente cristãos como República Popular da China, Egito, Coreia do Sul e Japão. No Brasil, o Caminho Neocatecumenal iniciou-se na Diocese de Umuarama (Paraná).

## História
O Caminho Neocatecumenal foi estabelecido em 1964 por Francisco (Kiko) Argüello e Carmen Hernández nas favelas de Palomeras Altas, em Madri, como uma iniciativa de evangelização e catequese para adultos distantes da fé. Kiko Argüello, pintor nascido em León e participante dos Cursillos de Cristiandad, e Carmen Hernández, formada em química e pelo Instituto Misioneras de Cristo Jesús, encontraram-se nas favelas de Palomeras Altas. Em três anos, desenvolveram uma síntese "kerigmática, catequético-litúrgica", fundamentada na Palavra de Deus, na Liturgia e na vida comunitária.
No início da década de 1960, Francisco José Gómez Argüello Wirtz, conhecido como Kiko, era um pintor ateu influenciado pelo existencialismo de Jean-Paul Sartre. Sua conversão ao cristianismo ocorreu após uma crise existencial, quando o contato com a estética e filosofia espiritualista de Henri Bergson o levou a questionamentos religiosos. Argüello abandonou sua vida anterior e, junto com Carmen Hernández, desenvolveu a base doutrinal do Caminho Neocatecumenal em Palomeras Altas, uma área socialmente marginalizada. Ali, criaram uma síntese kerigmático-catequética que unia a Palavra de Deus, a liturgia e a experiência comunitária.
O arcebispo de Madri, Dom Casimiro Morcillo, apoiou e promoveu a iniciativa nas paróquias de Madri e posteriormente em Roma. Em 1968, Kiko Argüello e Carmen Hernández foram convidados à Itália por Mons. Dino Torreggiani e iniciaram o Caminho na paróquia de Nossa Senhora do Santíssimo Sacramento e Santos Mártires Canadenses, em Roma, com a aprovação do cardeal Angelo Dell'Acqua. Em 1969, o padre italiano Mario Pezzi uniu-se a Kiko e Carmen.
Em 1970, uma reflexão sobre a identidade das comunidades resultou na definição das características fundamentais do Caminho Neocatecumenal como um movimento organizado. Em 1974, a Congregação para o Culto Divino aprovou a experiência, recomendando-a como "um excelente exemplo de renovação litúrgica e catequética" conforme desejado pelo Concílio Vaticano II, denominando-a "Comunidades Neocatecumenais".
Nos anos 1980, Kiko Argüello e Carmen Hernández iniciaram a experiência das "Famílias em missão", enviando famílias para fundar a Igreja em regiões onde ela é inexistente ou para fortalecer comunidades locais.
O Caminho Neocatecumenal recebeu reconhecimento e apoio de diversos papas, começando com Paulo VI e especialmente durante o pontificado de João Paulo II, que em 1990 reconheceu formalmente o Caminho como um itinerário de formação católica. Em 2002, os estatutos do Caminho foram aprovados ad experimentum e, em 2008, receberam aprovação definitiva pelo Pontifício Conselho para os Leigos. Em 2011, Bento XVI enviou mais de 200 famílias em missão e, em 2012, aprovou as celebrações que acompanham o percurso catequético do Caminho. Em 2015, o Papa Francisco enviou 220 famílias neocatecumenais para evangelizar áreas secularizadas, aumentando o número total para mais de 1.100 famílias em missão.
Uma das iniciativas significativas do Caminho é a Domus Galilaeae, um centro de encontro e retiro inaugurado pelo Papa João Paulo II em 2000 no Monte das Bem-aventuranças, na Galileia. A Domus Galilaeae serve como local de encontro entre cristãos e judeus e como ponto de peregrinação para membros do Caminho.
Em 20 de janeiro de 2012, em um encontro com o Papa Bento XVI, o secretário do Conselho Pontifício para os Leigos, D. Josef Clemens, leu o decreto de aprovação às celebrações (não “estritamente litúrgicas”, segundo Bento XVI) que acompanham o percurso catequético dos neocatecumenais. Decisão esta que surge após 15 anos de estudo por parte da Congregação para o Culto Divino e a Disciplina dos Sacramentos, somando-se às anteriores aprovações dos Estatutos (2008) e dos 13 volumes do “Diretório Catequético” do Caminho Neocatecumenal (2011).
Neste encontro estiveram presentes também seis cardeais, mais de 30 bispos, centenas de padres e estudantes dos seminários ‘Redemptoris Mater’ e 1200 equipes de catequistas itinerantes.
Um carisma proveniente do Caminho Neocatecumenal são os Seminários Redemptoris Mater. Até 2016 haviam 114 seminários Redemptoris Mater espalhados por todo o mundo com mais de 2300 seminaristas .
Em fevereiro de 2014 o Papa Francisco, em uma audiência privada com a presença de cerca de 8 mil pessoas, enviou mais de 400 famílias em missão do Caminho Neocatecumenal e novas quarenta “missiones ad gentes”  para as as áreas mais descristianizadas da Europa, das Américas e da Ásia.

### O Caminho Neocatecumenal no Brasil
O Caminho Neocatecumenal teve seu início no Brasil em 1974, na Diocese de Umuarama, Paraná. Posteriormente, expandiu-se para o estado de São Paulo, nas cidades de Sales Oliveira, Orlândia e Nuporanga, sendo logo solicitado por bispos e presbíteros de outras dioceses.
Em 30 de julho de 2013, cerca de 55 mil jovens do Caminho Neocatecumenal, que participaram da Jornada Mundial da Juventude, reuniram-se no Centro de Convenções Riocentro, no Rio de Janeiro, para um encontro vocacional. O evento contou com a presença da equipe internacional do Caminho, Kiko Argüello, Carmen Hernandez, e padre Mario Pezzi, e foi presidido pelo Arcebispo do Rio, Dom João Orani Tempesta. Durante o encontro, aproximadamente três mil rapazes manifestaram a disponibilidade de iniciar um percurso para tornarem-se sacerdotes e mais de mil meninas para a vida consagrada.
Na ocasião que marcou os 40 anos da presença do Caminho Neocatecumenal na Arquidiocese de São Paulo (em 28 de junho de 2015), o Cardeal Arcebispo de São Paulo, Dom Odilo Pedro Scherer, presidiu uma Eucaristia em Ação de Graças destacando a importância do Caminho como um meio de evangelização conforme proposto pelo Concílio Vaticano II.
Em 8 de julho de 2019, foi celebrada pelo Cardeal Dom Sérgio da Rocha a Eucaristia em Ação de Graças pelos 40 anos da presença do Caminho Neocatecumenal na Arquidiocese de Brasília. Durante a celebração, o cardeal destacou o Caminho como um grande dom de Deus e incentivou os fiéis a seguirem Jesus e serem verdadeiros discípulos na comunidade e com a comunidade.
Em 8 de junho de 2022, Maria del Pilar de la Plaza Llari, catequista itinerante da equipe responsável pelo Caminho Neocatecumenal no Brasil, faleceu no Hospital Gregório Marañón, em Madri, Espanha.
Em 2024, o Caminho Neocatecumenal completa 50 anos de presença no Brasil, desde a formação das primeiras comunidades na Diocese de Umuarama, no estado do Paraná.
O Brasil conta com 04 Seminários diocesanos Redemptoris Mater (Brasília, São Paulo, Rio de Janeiro e Belém), a serviço dos respectivos bispos, e já foram ordenados mais de 150 presbíteros para a Nova Evangelização.
Atualmente, o Caminho Neocatecumenal está presente em mais de 100 dioceses brasileiras, contando com mais de 1.800 comunidades espalhadas por quase todos os estados do país. A equipe responsável pelo Caminho no Brasil é composta pelos catequistas itinerantes espanhóis Padre José Folqué, Raul Viana e Antonia Maria Santiago.

## Críticas e Controvérsias
O Caminho Neocatecumenal tem sido objeto de críticas significativas tanto dentro quanto fora da Igreja Católica. A polêmica intraeclesial entre os católicos e o Caminho Neocatecumenal dizem respeito, principalmente, aos seguintes pontos:

#### Acusação de heresia
O Caminho Neocatecumenal foi acusado de heresia por muitos críticos, incluindo o padre italiano Enrico Zoffoli (falecido em 1996), que apresentou suas críticas em seis obras entre 1990 e 1996. Sua crítica foi apoiada e retomada pelo autor Gordon Urquhart em seu livro L'armada du pape e pelos católicos tradicionalistas - notadamente o Courrier de Rome desde 1991. O Padre Zoffoli comparou as catequeses de Kiko Argüello com os textos do Magistério, alegando discrepâncias entre a doutrina do Caminho e a doutrina oficial da Igreja. 
Diretório catequético
O Diretório catequético do Caminho Neocatecumenal foi corrigido pela Congregação para a Doutrina da Fé, que encontrou algumas formulações malfeitas e pediu que fossem integradas "diferentes citações do Catecismo da Igreja Católica" para que as catequeses do Neocatecumenato estivessem em conformidade com a Fé da Igreja Católica. O Diretório Catequético foi amplamente aprovado pela Santa Sé em 2012.

#### Modificações na Prática Litúrgica
O Caminho Neocatecumenal foi criticado por introduzir modificações na prática litúrgica que não respeitam o magistério, como as ressonâncias, monições dos leigos, e o uso de uma mesa decorada em vez do altar dedicado no presbitério. O artigo 13 do estatuto definitivo do Caminho Neocatecumenal especifica que a comunhão é recebida "em pé e em seu lugar".
Em 1º de dezembro de 2005, o prefeito da Congregação para o Culto Divino e a Disciplina dos Sacramentos, Francis Arinze, enviou uma carta aos fundadores do Caminho Neocatecumenal "sobre a celebração da missa nas comunidades do Neocatecumenato", na qual ele determinava as práticas litúrgicas lícitas e prescreveu uma série de modificações nos usos do Neocatecumenato. A carta era resultante de uma investigação aprofundada das práticas do movimento, que fazia parte do processo de reconhecimento do estatuto do Caminho Neocatecumenal. 
Na carta, o cardeal Arinze insiste nas mudanças esperadas, como:
o uso integral dos livros litúrgicos, ou seja, concretamente a recitação do Credo e do Agnus Dei;
o uso de todas as orações eucarísticas.
Esta carta gerou polêmica, na medida em que alguns comentaristas a viam como uma "imposição" ou um "lembrete" ao Neocatecumenato, destacando as modificações exigidas pelo cardeal Arinze. 
Contudo, atualmente as concessões para as Eucaristias foram aprovadas e constam nos Estatutos aprovados pela Santa Sé e são utilizados os livros litúrgicos aprovados pela Igreja (Missal Romano e Lecionário).

#### O caso das liturgias próprias das etapas do neocatecumenato
Em 20 de janeiro de 2012, na presença de 7000 membros do Neocatecumenato, Bento XVI destacou em seu discurso que "somente as celebrações que não são estritamente litúrgicas estão sujeitas à aprovação." O papa não aprovou, portanto, toda a liturgia do Caminho Neocatecumenal, mas somente as celebrações internas à comunidade, incluídas no percurso catequético, que não têm caráter litúrgico. Bento XVI reafirmou na ocasião que "a celebração nas pequenas comunidades" deve ser "regida pelos livros litúrgicos, que devem ser seguidos fielmente", mesmo que seja "com as particularidades previstas nos estatutos do Neocatecumenato que foram aprovadas". Essas particularidades referem-se a pontos menores, efetivamente aprovados, como as "monições" antes das leituras, ou o intercâmbio do beijo da paz após a oração universal.
O Diretório Catequético com as liturgias próprias das etapas foi aprovado pela Santa Sé em 2012.

#### O aspecto pastoral
O conteúdo das catequeses na Orientação para as equipes de catequistas estão aprovadas pela Santa Sé mas não são públicas; a duração efetiva do Neocatecumenato seria excessiva (às vezes vinte anos ou mais); a importância atribuída aos catequistas leigos seria maior do que a atribuída aos sacerdotes.

### Outras críticas
Os neocatecumenais também foram criticados por uma série de práticas ambíguas que não são mencionadas nos estatutos, mas que estão consolidadas desde as origens do movimento, entre as quais:
Após a segunda passagem, cada membro é convidado entregar mensalmente à comunidade até 10% de seus ganhos. A coleta ocorre mensalmente por parte do responsável de cada comunidade, que passa com um saco onde os irmãos depositam anonimamente. A existência desta prática não é mencionada nos Estatutos, nos quais a única referência, genérica, a pedidos de dinheiro está presente apenas no Art. 4, § 3: Nas comunidades são feitas coletas, em resposta a várias necessidades. Cabe aos responsáveis pelas comunidades, assim como às equipes responsáveis pelo Neocatecumenato em cada nível, assegurar que a gestão dessas coletas seja feita com grande senso de responsabilidade e no respeito ao Direito. Os críticos do Caminho Neocatecumenal constatam que esta formulação não faz nenhuma referência nem permite deduzir a existência de uma prática como o dízimo, que consiste em uma coleta periódica e codificada.